# Distrito electoral de Cornell (condado de Hitchcock, Nebraska)
Cornell (en inglés: Cornell Precinct) es un distrito electoral ubicado en el condado de Hitchcock en el estado estadounidense de Nebraska. En el Censo de 2010 tenía una población de 32 habitantes y una densidad poblacional de 0,35 personas por km².

## Geografía
Cornell se encuentra ubicado en las coordenadas 40°2′42″N 100°55′42″O / 40.04500, -100.92833. Según la Oficina del Censo de los Estados Unidos, Cornell tiene una superficie total de 92.11 km², que corresponden a tierra firme.

## Demografía
Según el censo de 2010, había 32 personas residiendo en Cornell. La densidad de población era de 0,35 hab./km². De los 32 habitantes, Cornell estaba compuesto por el 100% blancos.